# اوگو بانی
اوگو بانی (انگلیسی: Ugo Bonnet؛ زادهٔ ۱۷ سپتامبر ۱۹۹۳) بازیکن فوتبال اهل فرانسه است که برای تیم گنگام در لیگ2 به عنوان مهاجم بازی می‌کند.